# Chilo Rachal
Chilo Rachal (født 15. marts 1986 i Compton, Californien, USA) er en amerikansk footballspiller (guard), der pt. er free agent. Han har tidligere spillet i NFL for San Francisco 49ers og Chicago Bears.

## Klubber
- San Francisco 49ers (2008–2011)
- Chicago Bears (2012)